# Ixme-Dagan I

Extensió aproximada del Regne de l'Alta Mesopotàmia a la mort de Xamxi-Adad I cap a 1775 aC.

Ixme-Dagan I o Išme-Dagan va ser rei d'Ekal·latum. Er fill gran de Xamxi-Adad I, que li va cedir el regne d'Ekal·latum (i al seu germà petit Yashmakhadad el regne de Mari) reservant-se per a si mateix la preeminència, cap a l'any 1782 aC. Era persona de poca salut, i com que no podia dormir gaire estava sempre irritat.
A la mort del seu pare va fer front a les revoltes i va aconseguir mantenir el regne llegat, que es va convertir però en un estat secundari. Els fets del seu regnat no poden ser ordenats cronològicament però se'n coneixen alguns:
El general mariota Ibalpiel I, quan era a Babilònia, va sospitar que Ixme-Dagan incitava a Hammurabi contra Zimrilim. Babilònia li va enviar cinc mil soldats per fer front als problemes i va demanar a Zimrilim d'ajudar-lo també amb tropes. Seguint consells d'Hammurabi es va enfrontar a Atamrum d'Allahad. Després va fer les paus amb Atamrum i amb Hammu-Rabi de Kurda; va rebre ajut babiloni contra l'atac del rei Sasiya de Qabra.
Va demanar ajut a Eixnunna i es va entrevistar amb Hammu-Rabi de Kurda a Razum però es van retirar. Va anar a Razama tot i l'oposició de Karana i va rebre el suport d'Eixnunna; va ocupar Kiyatan però va haver d'abandonar Razama quan va esclatar una revolta i es va retirar a Ekal·latum i algunes tribus, com ara els turuqueus, qabareus i iahurrumeus el van derrotar. Va retenir a les tropes d'Eixnunna i va proposar la pau a Sasiya de Qabra.
Va assetjar Surra junt amb el seu aliat al rei Hammu-Rabi de Kurda, però es va refugiar a Hamadanum quan va arribar Zimrilim i va amenaçar el seu campament a Suhum prop d'Ekal·latum, i Assur. Hammurabi de Babilònia el va forçar a reconèixer la sobirania de Zimrilim de Mari al que va haver de proclamar "el seu pare". Va fer la pau amb Aixkur-Addu. Sembla que després va controlar Subartum junt amb Kurda.
Quan va assetjar Adme, Zimrilim i Atamrum van signar un tractat on s'establia que Ekal·latum seria per Zimrilim i la terra alta per Atamrum, i el país de Subartum es repartiria amb altres membres de la coalició que s'havia organitzat contra Elam.
Ixme-Dagan sembla que estava malalt i va decidir preparar la successió. Va anar a Babilònia per obtenir suport pel seu fill Mut-Aixkur, al que va deixar al càrrec del govern. Mut-Aixkur va desafiar a la ciutat estat de Karana des de Razama del sud amb 2000 babilonis i 2000 tropes pròpies i va demanar ajut a Eixnunna però no va aconseguir res. Atamrum d'Allahad finalment, amb l'ajut d'un partit local d'Ekal·latum, es va apoderar de la ciutat i va posar al tron a un desconegut de nom Hammutar com a vassall seu. Però Atamrum al seu torn era vassall d'Elam i Ixme-Dagan va demanar a Hammurabi un tresor per convèncer el rei d'Elam, sobirà d'Atamrum, que havia d'ordenar al seu vassall deposar Hammutar. Hammurabi va obtenir els diners d'un temple i els va enviar com a "regal" (suborn) al rei d'Elam.
Ixme-Dagan va morir cap al 1762 aC un any abans que Zimrilim, odiat pels seus súbdits. El va succeir el seu fill Mut-Aixkur, segons la Llista dels reis d'Assíria, que li atribueix un regnat de quaranta anys, encara que segurament en van ser menys.